# Айзенберг (Пфальц)
Айзенберг (нем. Eisenberg) — город в Германии, в земле Рейнланд-Пфальц.
Входит в состав района Доннерсберг. Подчиняется управлению Айзенберг (Пфальц). Население составляет 9365 человек (на 31 декабря 2010 года). Занимает площадь 18,73 км². Официальный код — 07 3 33 019.

## Фотографии
- Вокзал
- Церковь
- Церковь
- Ратуша